# Julia municipalis
Julia municipalis, va ser una llei romana coneguda també com a Tauletes d'Heraclea (Tabulae Heracleenses) per haver-se trobat el text en una taula de bronze l'any 1732 a la vora de l'antiga ciutat d'Heracleia de Lucània al golf de Tàrent.
Estableix la normativa sobre policia de Roma i l'establiment de comunitats de ciutadans romans. No és clar si data del 49 aC aproximadament, quan els habitants de la Gàl·lia Transpadana van ser admesos a la ciutadania, o del 89 aC, a la guerra social, però la primera data és més probable, i així ho afirma Ciceró. El nom de Julia de la llei només li pertoca si està datada cap al 49 aC. Una inscripció a Pàdua, però, determina que realment va existir una Lex Julia Municipalis.
Les ciutats rurals d'Itàlia havien estat considerades municipis amb drets civils complets i les ciutats de les províncies de fora d'Itàlia també van rebre a través d'aquesta llei el nou estatus legal. La Julia municipalis reglamentava una ordenança pel municipi i atorgava a les ciutats la possibilitat de legislar segons les seves necessitats. Promovia una descentralització respecte a Roma i incloïa el dret a formar la seva pròpia assemblea popular urbana, el senat i triar les autoritats. El cens urbà, fins aleshores un afer exclusivament romà, es delegava a nivell local i s'establia a través dels magistrats del municipi. Es preparaven les llistes del cens i s'enviaven a Roma, on es determinava l'import del tribut a pagar, quanta gent es podia reclutar per al servei militar i també qui tenia dret de vot en els òrgans de les comitia centuriata. La llei regulava també com havien de supervisar els edils les neteges i les reparacions urbanes i la circulació de vehicles, i com havien de vetllar perquè el sòl públic no fos ocupat per ningú.